# Емерс Фае
Еме́рс Фае́ (фр. Emerse Faé, нар. 24 січня 1984, Нант, Франція) — колишній івуарійський футболіст, що грав на позиції півзахисника. Після завершення виступів на футбольних полях —івуарійський футбольний тренер. Виступав, зокрема, за клуби «Нант» та «Ніцца», а також національну збірну Кот-д'Івуару. З 2022 року працював асистентом головного тренера національної збірної Кот-д'Івуару, а з 24 січня 2024 року став виконуючим обов'язки головного тренера національної збірної Кот-д'Івуару під час фінального турніру Кубка африканських націй, у якому івуарійська збірна здобула перемогу.

## Клубна кар'єра
У дорослому футболі дебютував 2003 року виступами за команду клубу «Нант», в якій провів чотири сезони, взявши участь у 106 матчах чемпіонату. Більшість часу, проведеного у складі «Нанта», був основним гравцем команди.
Згодом з 2007 по 2008 рік грав у складі англійського «Редінга».
2008 року був орендований «Ніццею», а за рік перейшов до цього клубу на умовах повноцінного контракту, після чого відіграв за нього ще 3 сезони. Завершив професійну кар'єру футболіста 2012 року виступами за «Ніццу».

## Виступи за збірні
На юнацькому та молодіжному рівнях представляв Францію.
2005 року дебютував в офіційних матчах у складі національної збірної Кот-д'Івуару. Протягом кар'єри у національній команді, яка тривала 7 років, провів у формі головної команди країни 45 матчів, забивши 1 гол.
У складі збірної був учасником чемпіонату світу 2006 року у Німеччині, Кубка африканських націй 2008 року у Гані, Кубка африканських націй 2010 року в Анголі.

### Тренерська кар'єра
20 травня 2022 року Емерс Фае став тренером молодіжної збірної Кот-д'Івуару і асистентом головного тренера національної збірної Кот-д'Івуару Жана-Луї Гассе. 24 січня 2024 року, після звільнення Гассе, Фае був призначений виконуючим обов'язки головного тренера національної збірної, починаючи з 1/8 фіналу Кубка африканських націй 2023 року. Після призначення йому вдалося привести свою команду до перемоги над чинним чемпіоном Африки збірною Сенегалу по пенальті, збірною Малі після додаткового часу, та збірної ДР Конго в півфіналі. Після цього збірна Кот д'Івуару здобула перемогу у фінальному матчі проти збірної Нігерії з рахунком 2-1, та стала переможцем турніру. Емерс Фае після цього був визнаним найкращим тренером Кубка африканських націй 2023 року.

## Титули і досягнення

### Як футболіста
- Чемпіон світу (U-17): 2001
- Срібний призер Кубка африканських націй: 2006

### Як тренера
- Переможець Кубка африканських націй: 2023
- Найкращий тренер Кубка африканських націй: 2023